# Предпоследняя правда
«Предпоследняя правда» в других переводах «Предпоследняя истина» (англ. The Penultimate Truth) — научно-фантастический роман американского писателя-фантаста Филипа К. Дика, опубликованный в 1964 году издательством Belmont Books.
Сюжет книги разворачивается в будущем, где бо́льшая часть человечества живёт в больших подземных убежищах. Людям говорят, что над ними ведётся Третья мировая война, когда на самом деле война закончилась много лет назад.

## О романе

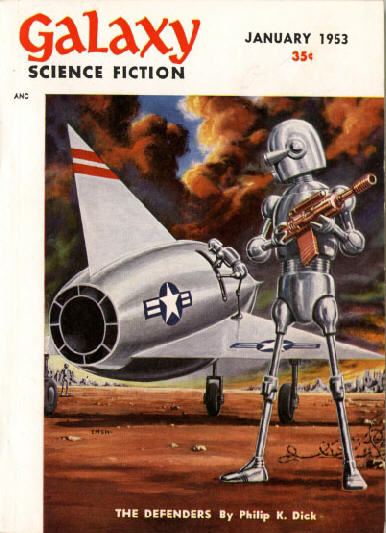
Обложка журнала «Galaxy Science Fiction» (№ 1 за 1953 год) с иллюстрацией к раннему рассказу Дика о постъядерном мире «Защитники (рассказ)», сюжет которого лёг в основу более позднего романа.

Филип Дик не любил власть — пожалуй, его можно считать анархистом. И одним из самых негативных проявлений государственной системы Дик считал пропаганду, без которой власть просто не способна функционировать. В романе очень красноречиво показана ничтожная политическая элита, которая с помощью тотально лживых СМИ фактически держит в рабстве миллионы обычных людей. Причём подавляющее большинство и не сопротивляется этому, принимая на веру любое, самое нелепое враньё «сверху».

## Сюжет
Земля охвачена войной, которая продолжается уже много лет, между двумя лагерями: западом и востоком. Уцелевшие люди живут в подземных бункерах — хотя вряд ли это убогое существование можно назвать жизнью. С поверхности доходят только красочные радиопередачи об ужасных битвах с использованием ядерного оружия, о тотальном разрушении. Но так случилось, что несколько человек выбрались наверх и… не нашли там никаких следов войны! Значит, всё, что им так пафосно вещали, — ложь?